# Арсланбеково
Арсланбеково (баш. Арыҫланбәк) — деревня в Бураевском районе Республики Башкортостан Российской Федерации. Входит в состав Вострецовского сельсовета.

## География

### Географическое положение
Расстояние до:
- районного центра (Бураево): 28 км,
- центра сельсовета (Вострецово): 7 км,
- ближайшей ж/д станции (Янаул): 96 км.

## Население
| 2002 | 2009 | 2010 |
| ---- | ---- | ---- |
| 87   | ↘80  | ↗83  |

Согласно переписи 2002 года, преобладающая национальность — марийцы (88 %).